# Dorcas Néma Dione
Pour les articles homonymes, voir Dione.
Dorcas Néma Dione, née en 1965 à Macenta (Guinée), est une activiste et femme politique guinéenne.
Depuis janvier 2022, elle est conseillère au sein du Conseil national de la transition (CNT) de la Guinée dirigé par Dansa Kourouma.

## Biographie

### Jeunesse et formation
Dorcas Néma Dione naît en 1965 à Macenta, en Guinée, où elle commence ses études en 1971. Après un séjour au Burkina Faso pour ses études primaires, elle passe son collège et une partie du lycée dans sa ville natale avant de rejoindre la capitale Conakry où elle obtient le baccalauréat première partie en 1982. Elle fait ensuite ses études supérieures à l'école nationale des postes et télécommunications de Kipé de 1985 à 1988.

### Parcours professionnel
Dorcas Néma Dione devient cheffe adjointe au service sinistres de la MUTRAGUI jusqu'en 2005, puis une année en tant que cheffe service sinistres au fonds de garantie automobile, une institution sous couvert de la Banque centrale de la République de Guinée.
Entre 2006 et 2009, elle est l'assistante administrative à la coordination du WANEP/WIPNET et de 2010 à 2021, présidente du conseil d'administration du réseau paix et sécurité pour les femmes de l’espace CEDEAO-Guinée,, et membre du bureau régional du REPSFECO.

### Carrière politique
Le 22 janvier 2022, Dorcas Néma Dione est nommée par décret membre du Conseil national de la transition  en tant que représentante des organisations de femmes,,.